# Дејмион Фишбек
Дејмион Фишбек (Боулинг Грин, 28. фебруар 1978) je бивши амерички кошаркаш. Играо је на позицији крила и познат је по насупу у Црвеној звезди током једне сезоне.

## Каријера
Његова средњошколска каријера била је импозантна. Забележио је 2.214 поена, 916 скокова, 470 асистенција и 160 блокада. Његов дрес је је повучен из употрребе у његовој средњој школи Гринвуд. Након тога 1997. године одлази на универзитет Аубурн, где својим играма заслужује да буде у другом руки тиму. Током три сезоне проведене на овом универзитету забележио је 96 наступа и постигао 674 поена.

### Црвена звезда
Сезона 2000/01. изазвала је мини револуцију у домаћој кошарци, пошто је КСЈ дозволио регистрацију једног страног играча. Тако је Дејмион Фишбек завршио у Црвеној звезди. Фишбек се уклопио у сивило једне од најлошијих сезона овог клуба.. У домаћој лиги одиграо је 12 утакмица са просечних 6 поена по утакмици. У Купу Рајмунда Сапорте одиграо је свега 2 утакмице и забележио 7 поена.